# Spalax munzuri
Spalax munzuri é uma espécie de roedor da família Spalacidae. Endêmica da Turquia, é conhecida apenas da localização-tipo: Sarıtosun perto de Ovacık, na Província de Tunceli.